# Sung Yu-chi
Sung Yu-chi (chiń. 宋玉麒; pinyin Sòng Yùqí; ur. 16 stycznia 1982) – tajwański zawodnik taekwondo, brązowy medalista olimpijski, mistrz świata.
Brązowy medalista igrzysk olimpijskich w Pekinie w 2008 roku w kategorii do 68 kg. 
Jest mistrzem świata z 2007 roku.